# Det goda franska köket
Det goda franska köket (engelsk originaltitel Mastering the Art of French Cooking) är en kokbok skriven av den amerikanska kocken Julia Child samt de två franska kockarna Simone Beck och Louisette Bertholle. Den första upplagan utgavs 1961 och presenterade det franska köket för en amerikansk publik.